# Batschenga (peuple)
Pour les articles homonymes, voir Batschenga.
Les Batschenga sont une population du Cameroun vivant dans le nord-ouest de la Région du Centre, dans le département de la Lekié, notamment autour de la ville du même nom, Batchenga. Elle est constituée d'une multitude de petits clans liés par leur passion commune pour la pêche le long du fleuve Sanaga. Ils font partie du grand groupe des Beti et sont proches des Tsinga.

## Ethnonyme
Selon Daniel Onana qui leur a consacré une monographie, leur nom tire son origine d'un poisson très répandu dans le fleuve Sanaga et très apprécié, le tschenga. Ainsi Ba tschenga signifierait en français « les (poissons) tschenga ». L'attribution de ce nom à la population serait née d'un malentendu à l'ère coloniale : l'explorateur allemand Gustav Nachtigal demandant le nom de ces pêcheurs et ses interlocuteurs pensant qu'il s'agissait des poissons.
D'après Onana, l'orthographe exacte est « Batschenga » et non « Batchenga ». En effet le nom du poisson se prononce avec « tsch » et non « tch » qui, d'un point de vue phonétique, ne donne pas l'effet escompté. Plus pertinents aussi seraient les termes utilisés par les Ewondo (Betsenga ou Batsenga), car le son « ts » est plus proche du son « tsch » que le son « tch ».

## Langue
Ils parlent le batschenga, un dialecte du tuki, une langue bantoue.